# U96
U96 (U zex - und-nointzish) é um grupo alemão de música electrónica lidado pelo DJ Alex Christensen e consituído por um grupo de músicos sob o pseudônimo Matiz (Ingo Hauss, Helmut Hoikins, Hajo Panarinfo). O grupo é responsável por numerosos sucessos de eurodance durante os anos 90.
O nome da banda baseia-se no filme Das Boot sobre o submarino alemão U 96 durante a Segunda Guerra Mundial. O primeiro êxito do filme foi baseado na melodia principal da banda sonora do filme.